# مقاطعة كالهاون (أركنساس)
مقاطعة كالهاون (بالإنجليزية: Calhoun County)‏ هي إحدى مقاطعات ولاية أركنساس في الولايات المتحدة الأمريكية.